# فيرنير هارتمان
فيرنير هارتمان (11 ديسمبر 1902 - 26 أبريل 1963) قائدًا ألمانيًا لواصة يو في الحرب العالمية الثانية. كان له الفضل في غرق 26 سفينة، تصل حمولتها إلى أكثر من 115,000، مما يجعله القائد الخامس والعشرون الأكثر نجاحًا في الحرب كقائد غواصة. تلقى وسام الفارس الصليبي الحديدي مع أوراق البلوط بألمانيا النازية.

## النشأة والمهنية
ولد هارتمان في 11 ديسمبر 1902 في Silstedt بالقرب من فيرنيغيروده في مقاطعة ساكسونيا، وهي مقاطعة تابعة لمملكة بروسيا في الإمبراطورية الألمانية. كان الطفل الثالث لألبرت هارتمان، القس الإنجيلي في فيرنيجرود، وهيلين هارتمان، ني فيرنيك. كان لدى هارتمان شقيق واحد أكبر، رودولف وأخت أكبر، إديث. من عام 1909 إلى عام 1914، التحق بفولكسشول، وهي مدرسة ابتدائية في Silstedt ثم في وقت لاحق في لمدرسة ماغديبورغ. 
في 1 أبريل 1914، انضم هارتمان إلى Königlich Preußischen Kadettenkorps (Royal Prussian Cadet Corps) في Oranienstein بالقرب من ديتس. خدم في البداية في Vorkorps (فيلق سابق) قبل أن ينتقل إلى Hauptkadettenanstalt (الأكاديمية العسكرية الرئيسية) في برلين ليشترفيلد في 1 أبريل 1917. هناك تخرج بأبيتور (دبلوم) في عام 1921. بعد تخرجه بدأ حياته المهنية البحرية مع الرايخسمارين في جمهورية فايمار في 1 أبريل 1921 كعضو في «الطاقم 21» (الطبقة القادمة من 1921). 
حتى 30 سبتمبر 1925، خضع لعدد من الدورات التدريبية العسكرية والبحرية.  بدأت بالتدريب العسكري الأساسي (1 أبريل - 30 سبتمبر 1921) في سترالسوند في بحر البلطيق ودورات الأسلحة في الأكاديمية البحرية في مورويك. تم نقل هارتمان بعد ذلك إلى هانوفر (1 أكتوبر 1921 - أبريل 1922) للتدريب على متن الطائرة ثم إلى سفينة التدريب نيوب (أبريل - 30 يونيو 1922).  خلال هذا الإطار الزمني، صعد في سلم الرتب إلى Fähnrich zur See (الضابط المتدرب) في 1 أبريل 1923 وإلى Oberfähnrich zur See (شارة القيادة العليا) في 4 أبريل 1925. 
ذهب للعمل كقائد لقوارب الطوربيد Seeadler وألباتروس، قبل أن ينتقل إلى ذراع غواصات يو في عام 1935. خلال الحرب الأهلية الإسبانية، قاد يو-26 التي كانت تقوم بدوريات في المياه الإسبانية خلال الحرب الأهلية في 1937-1938 مع غونتر برين كأول ضابط مراقبة.

## الحرب العالمية الثانية

### الدورية الأولى
غادرت دوريات هارتمان الأولى (19 أغسطس 1939 - 15 سبتمبر 1939) في رحلة على متن الغواصة يو-37 فيلهلمسهافن قبل حوالي أسبوعين من اندلاع الحرب العالمية الثانية يوم الجمعة 1 سبتمبر 1939 عندما غزت القوات الألمانية بولندا. 

### إلى الشاطئ
انتقل هارتمان بعد ذلك إلى قيادة الغواصات كضابط أركان، وفي نوفمبر 1940 أصبح قائد ULD (شعبة تدريب لغواصات يو). وبعد مرور عام، تولى قيادة أسطول غواصات يو 27 في مدينة غوتنهافن. في نوفمبر 1942، تولى قيادة غواصة الفئة التاسعة يو-198 الضخمة للقيام بدورية في المحيط الهندي لمدة 200 يوم، وهي ثالث أطول دورية على الإطلاق، أغرق 7 سفن بلغ مجموع حمولتها 36,778. في عام 1944 أصبح هارتمان فوهرر الغواصات Mittelmeer («قائد غواصات يو في البحر الأبيض المتوسط») وفي هذا المنصب حصل على وسام الفارس الصليبي الحديدي. 

## البوندزمارين وما بعد الحرب
بعد الحرب، انضم إلى البوندزمارين في 1 يوليو 1956، حيث كان يتولى قيادة 1. Schiffsstammregiment (فوج التدريب البحري الأول) في غلوكشتات، تقاعد في 1 أبريل 1962.  توفي في 26 أبريل 1963 في Usseln/فالدك من الانسداد الرئوي. تم دفنه في مقبرة عائلية في غلوكستادت. 

## الملخص الوظيفي

### الترقيات
| 1 أبريل 1924:  | Fähnrich zur See (موظف كاديت)         |
| 4 أبريل 1925:  | Oberfähnrich zur See (كبير الملازمين) |
| 1 أكتوبر 1925: | لوتنت زور سي (الملازم الثاني)         |
| 1 يوليو 1927:  | Oberleutnant zur See (الملازم الأول)  |
| 1 أكتوبر 1933: | Kapitänleutnant (النقيب الملازم)      |
| 1 يوليو 1937:  | كورفيتنكابيتان (كورفيت كابتن)         |
| 1 أبريل 1941:  | فريجاتن كابيتان (فريغات كابتن)        |
| 1 أبريل 1943:  | Kapitän zur See (الكابتن في البحر)    |

### اقتباسات
1. 1 2 3   http://www.ubootarchiv.de/ubootwiki/index.php/Werner_Hartmann. اطلع عليه بتاريخ 2018-07-31. {{استشهاد ويب}}: |url= بحاجة لعنوان (مساعدة) والوسيط |title= غير موجود أو فارغ (من ويكي بيانات) (مساعدة)
2. 1 2 3 4 5  Rainer Busch; Hans-Joachim Röll (März 1996). Der U-Boot-Krieg, 1939-1945: Die deutschen U-Boot-Kommandanten. Der U-Boot-Krieg 1939-1945 (1) (بالألمانية). Vol. 1. p. 91. ISBN:3-8132-0490-1. OL:612674M. QID:Q55434785. {{استشهاد بكتاب}}: تحقق من التاريخ في: |publication-date= (help)
3. 1 2 3  Rainer Busch; Hans-Joachim Röll (2003). Der U-Boot-Krieg, 1939-1945: Die Ritterkreuzträger der U-Boot-Waffe von September 1939 bis Mai 1945. Der U-Boot-Krieg 1939-1945 (5) (بالألمانية). E.S. Mittler & Sohn. p. 117. ISBN:978-3-8132-0515-2. OL:612674M. QID:Q54989541.
4. ↑   https://uboat.net/men/decorations/ritter_winners.htm. اطلع عليه بتاريخ 2018-08-27. {{استشهاد ويب}}: |url= بحاجة لعنوان (مساعدة) والوسيط |title= غير موجود أو فارغ (من ويكي بيانات) (مساعدة)
5. ↑   https://uboat.net/boats/u26.htm. اطلع عليه بتاريخ 2018-03-15. {{استشهاد ويب}}: |url= بحاجة لعنوان (مساعدة) والوسيط |title= غير موجود أو فارغ (من ويكي بيانات) (مساعدة)
6. 1 2 3 4 5   http://www.ubootarchiv.de/ubootwiki/index.php/Werner_Hartmann. اطلع عليه بتاريخ 2018-03-15. {{استشهاد ويب}}: |url= بحاجة لعنوان (مساعدة) والوسيط |title= غير موجود أو فارغ (من ويكي بيانات) (مساعدة)
7. ↑   https://uboat.net/men/commanders/1139.html. اطلع عليه بتاريخ 2018-03-15. {{استشهاد ويب}}: |url= بحاجة لعنوان (مساعدة) والوسيط |title= غير موجود أو فارغ (من ويكي بيانات) (مساعدة)
8. ↑   https://uboat.net/men/hartmann.htm. اطلع عليه بتاريخ 2018-03-15. {{استشهاد ويب}}: |url= بحاجة لعنوان (مساعدة) والوسيط |title= غير موجود أو فارغ (من ويكي بيانات) (مساعدة)
9. 1 2 3 4  Röll 2010.
10. 1 2 3 4 5 6 7 8 9 10 11 12  Busch & Röll 2003.
11. ↑  Kapitän zur See Werner Hartmann.

### قائمة المراجع
- Busch, Rainer; Röll, Hans-Joachim (2003). Der U-Boot-Krieg 1939–1945 — Die Ritterkreuzträger der U-Boot-Waffe von September 1939 bis Mai 1945 [The U-Boat War 1939–1945 — The Knight's Cross Bearers of the U-Boat Force from September 1939 to May 1945] (بالألمانية). Hamburg, Berlin, Bonn Germany: Verlag E.S. Mittler & Sohn. ISBN:978-3-8132-0515-2.
- Fellgiebel, Walther-Peer (2000) [1986]. Die Träger des Ritterkreuzes des Eisernen Kreuzes 1939–1945 — Die Inhaber der höchsten Auszeichnung des Zweiten Weltkrieges aller Wehrmachtteile [The Bearers of the Knight's Cross of the Iron Cross 1939–1945 — The Owners of the Highest Award of the Second World War of all Wehrmacht Branches] (بالألمانية). Friedberg, Germany: Podzun-Pallas. ISBN:978-3-7909-0284-6.
- Helgason، Guðmundur. "Kapitän zur See Werner Hartmann". German U-boats of WWII - uboat.net. مؤرشف من الأصل في 2010-08-02. اطلع عليه بتاريخ 2010-04-19.
- Helgason، Guðmundur. "Ships hit by U-37". German U-boats of WWII - uboat.net. مؤرشف من الأصل في 2010-05-28. اطلع عليه بتاريخ 2015-02-17.
- Helgason، Guðmundur. "Ships hit by U-198". German U-boats of WWII - uboat.net. مؤرشف من الأصل في 2008-09-07. اطلع عليه بتاريخ 2019-01-29.
- Rohwer، Jürgen (2005). Chronology of the War at Sea, 1939–1945: The Naval History of World War Two. Annapolis, Md.: Naval Institute Press. ISBN:1-59114-119-2. مؤرشف من الأصل في 2022-07-06.
- Röll, Hans-Joachim (2010). Kapitän zur See Werner Hartmann—Vom Lehrmeister Priens zum Ritterkreuz mit Eichenlaub [Captain at Sea Werner Hartmann—From Prien's Teacher to the Knight's Cross with Oak Leaves] (بالألمانية). Würzburg Germany: Flechsig. ISBN:978-3-8035-0013-7.
- Scherzer, Veit (2007). Die Ritterkreuzträger 1939–1945 Die Inhaber des Ritterkreuzes des Eisernen Kreuzes 1939 von Heer, Luftwaffe, Kriegsmarine, Waffen-SS, Volkssturm sowie mit Deutschland verbündeter Streitkräfte nach den Unterlagen des Bundesarchives [The Knight's Cross Bearers 1939–1945 The Holders of the Knight's Cross of the Iron Cross 1939 by Army, Air Force, Navy, Waffen-SS, Volkssturm and Allied Forces with Germany According to the Documents of the Federal Archives] (بالألمانية). Jena, Germany: Scherzers Militaer-Verlag. ISBN:978-3-938845-17-2.
- Thomas, Franz (1997). Die Eichenlaubträger 1939–1945 Band 1: A–K [The Oak Leaves Bearers 1939–1945 Volume 1: A–K] (بالألمانية). Osnabrück, Germany: Biblio-Verlag. ISBN:978-3-7648-2299-6.
- Die Wehrmachtberichte 1939–1945 Band 1, 1. September 1939 bis 31. Dezember 1941 [The Wehrmacht Reports 1939–1945 Volume 1, 1 September 1939 to 31 December 1941] (بالألمانية). München, Germany: Deutscher Taschenbuch Verlag GmbH & Co. KG. 1985. ISBN:978-3-423-05944-2.